# سونیا هرمان دولز
سونیا هرمان دولز (هلندی: Sonia Herman Dolz؛ زادهٔ ۱ ژانویهٔ ۱۹۶۲) کارگردان فیلم اهل هلند است.